# Dehiwala-Mount Lavinia
Dehiwala-Mount Lavinia (en cingalés, දෙහිවල-ගල්කිස්ස, Dehivala-Galkissa; en tamil, தெஹிவளை-கல்கிசை, Tehivaḷai-Kalkicai) es una ciudad de Sri Lanka. Pertenece al distrito de Colombo y está situada en la costa occidental a diez kilómetros de la antigua capital, con la que forma un continuo urbano al norte. Su población es de 245 974 habitantes, lo que la convierte en la segunda ciudad más grande del país.

## Historia
Los primeros asentamientos registrados datan de la época colonial portuguesa, si bien la zona había permanecido habitada desde los reinos cingaleses. En 1806, durante el periodo colonial británico, el gobernador Sir Thomas Maitland ordena construir un palacio cerca del mar en el que convive hasta 1811 con una amante, la bailarina Lovina Aponsuwa. Veinte años después el edificio es reconstruido y se convierte en una residencia oficial. En 1877 el gobierno inaugura una línea de ferrocarril que conecta Mount Lavinia con el puerto de Colombo, lo que supone su desarrollo definitivo como ciudad balneario.
En el siglo XX, la población aumenta de manera significativa gracias al desarrollo de asentamientos en el interior de Dehiwala. El mayor hito de esa época es la inauguración del jardín zoológico nacional en 1936. Después de que Sri Lanka se convirtiera en un estado independiente, Dehiwala-Mount Lavinia es reconocida como ciudad en 1959 y queda integrada en el área metropolitana de Colombo.

## Demografía
En la ciudad, con una superficie de 21,09 km², viven un total de 245 974 habitantes con una densidad de 11,663 hab./km². Dehiwala-Mount Lavinia forma un continuo urbano al noroeste con Colombo, la ciudad más habitada de Sri Lanka y capital comercial. En total el área metropolitana de Colombo registra más de dos millones de habitantes.
Más del 70% de la población local es cingalesa, con grupos minoritarios de moros esrilanqueses (14%) y tamiles (11%).

## Turismo
Dehiwala-Mount Lavinia cuenta con atractivos turísticos como la playa de Mount Lavinia, el jardín zoológico de Sri Lanka, el museo de las Fuerzas Armadas y el templo budista de Bellanwila Rajamaha Viharaya.
La residencia del gobernador de Ceilán, construida en el siglo XIX por orden de Thomas Maitland, ha sido rehabilitada y actualmente alberga el hotel Mount Lavinia.